# ニック・マドリガル
ニックラウス・マイケル・マドリガル（Nicklaus Michael Madrigal, 1997年3月5日 - ）は、アメリカ合衆国カリフォルニア州サクラメント出身のプロ野球選手（二塁手）。右投右打。MLBのニューヨーク・メッツ所属。

## 経歴

### プロ入り前
2015年のMLBドラフト17巡目（全体514位）でクリーブランド・インディアンスから指名を受けたが、契約せずにオレゴン州立大学へ進学した。
大学では2017年にアメリカ合衆国大学代表入りし、第41回日米大学野球選手権大会にも参加した。

### プロ入りとホワイトソックス時代
2018年のMLBドラフト1巡目（全体4位）でシカゴ・ホワイトソックスから指名されプロ入り。契約後、傘下のルーキー級アリゾナリーグ・ホワイトソックスから始まり、A級カナポリス・インティミディターズとA+級ウィンストン・セイラム・ダッシュにも所属し、3球団合計で43試合に出場して打率.303、16打点、8盗塁を記録した。
2019年はA+級ウィンストン・セイラム、AA級バーミングハム・バロンズ、AAA級シャーロット・ナイツに所属し、3球団合計で120試合に出場して打率.311、4本塁打、55打点、35盗塁を記録した。また、7月にはオールスター・フューチャーズゲームのアメリカンリーグ選抜に選出された。
2020年7月31日にメジャー契約を結んでアクティブ・ロースター入りし、同日のカンザスシティ・ロイヤルズ戦にて「9番・二塁手」で先発出場してメジャーデビュー（3打数無安打）。8月4日のミルウォーキー・ブルワーズ戦で三塁ベースへスライディングを試みた際に左肩鎖関節を負傷して約3週間を欠場した後に復帰していたが、オフの10月に手術を受けた。このシーズンは29試合に出場して打率.340、11打点、OPS.745などを記録した。
2021年6月9日のトロント・ブルージェイズ戦で内野ゴロを打った後の走塁で右足ハムストリング断裂の重傷を負い、60日間の故障者リストに登録され、手術を受けた。この年ホワイトソックスでは54試合に出場して打率.305、2本塁打、21打点、OPS.774などを記録した。

### カブス時代
2021年7月30日にクレイグ・キンブレルとのトレードで、コディ・ホイヤーと共にシカゴ・カブスへ移籍した。移籍後は手術の影響でメジャー及びマイナーでの試合出場は無く、シーズン中に復帰することはなかった。結果的にこの年以降、故障に悩まされることとなった。
2022年は開幕こそメジャーで迎えたものの、オフを含めて3度の故障者リスト入りを経験した。この年はそれでも前年を上回る59試合に出場し、打率.249、7打点、OPS.587などを記録した。
2023年の開幕はAAA級アイオワ・カブスで迎えた。この年は右のハムストリングを3度も痛め、オフの11月6日には60日間に移行した。それでもこの時点で自己最多となる92試合に出場して打率.263、2本塁打、28打点、こちらもこの時点で自己最高となるOPS.311などを記録した。
2024年は大怪我を負ってしまい、メジャーでは51試合の出場に留まった。その他の成績は打率.221、10打点、OPS.536に終わった。オフの11月22日にノンテンダーFAとなった。

### メッツ時代
2025年1月31日にニューヨーク・メッツと、1年総額1350万ドルで契約を結んだ。オプションとして最大50万ドルの出来高が付く。

## 家族
タイという双子の兄弟がおり、2020年7月にホワイトソックスと契約してプロ入りした。

## 詳細情報

### 年度別打撃成績
| 年 度    | 球 団    | 試 合 | 打 席 | 打 数 | 得 点 | 安 打 | 二 塁 打 | 三 塁 打 | 本 塁 打 | 塁 打 | 打 点 | 盗 塁 | 盗 塁 死 | 犠 打 | 犠 飛 | 四 球 | 敬 遠 | 死 球 | 三 振 | 併 殺 打 | 打 率 | 出 塁 率 | 長 打 率 | O P S |
| -------- | -------- | ----- | ----- | ----- | ----- | ----- | -------- | -------- | -------- | ----- | ----- | ----- | -------- | ----- | ----- | ----- | ----- | ----- | ----- | -------- | ----- | -------- | -------- | ----- |
| 2020     | CWS      | 29    | 109   | 103   | 8     | 35    | 3        | 0        | 0        | 38    | 11    | 2     | 1        | 0     | 0     | 4     | 0     | 2     | 7     | 5        | .340  | .376     | .369     | .745  |
| 2021     | CWS      | 54    | 215   | 200   | 30    | 61    | 10       | 4        | 2        | 85    | 21    | 1     | 2        | 0     | 1     | 11    | 0     | 3     | 17    | 3        | .305  | .349     | .425     | .774  |
| 2022     | CHC      | 59    | 228   | 209   | 19    | 52    | 7        | 0        | 0        | 59    | 7     | 3     | 1        | 2     | 0     | 14    | 0     | 3     | 27    | 6        | .249  | .305     | .282     | .587  |
| 2023     | CHC      | 92    | 294   | 270   | 34    | 71    | 16       | 1        | 2        | 95    | 28    | 10    | 2        | 5     | 0     | 10    | 0     | 9     | 24    | 3        | .263  | .311     | .352     | .663  |
| 2024     | CHC      | 51    | 94    | 86    | 5     | 19    | 3        | 0        | 0        | 22    | 10    | 1     | 0        | 1     | 0     | 4     | 0     | 3     | 10    | 2        | .221  | .280     | .256     | .536  |
| MLB：5年 | MLB：5年 | 285   | 940   | 868   | 96    | 238   | 39       | 5        | 4        | 299   | 77    | 17    | 6        | 8     | 1     | 43    | 0     | 20    | 85    | 19       | .274  | .323     | .344     | .667  |

- 2024年度シーズン終了時

### ポストシーズン打撃成績
| 年 度     | 球 団     | シ リ ｜ ズ | 試 合 | 打 席 | 打 数 | 得 点 | 安 打 | 二 塁 打 | 三 塁 打 | 本 塁 打 | 塁 打 | 打 点 | 盗 塁 | 盗 塁 死 | 犠 打 | 犠 飛 | 四 球 | 敬 遠 | 死 球 | 三 振 | 併 殺 打 | 打 率 | 出 塁 率 | 長 打 率 |
| --------- | --------- | ----------- | ----- | ----- | ----- | ----- | ----- | -------- | -------- | -------- | ----- | ----- | ----- | -------- | ----- | ----- | ----- | ----- | ----- | ----- | -------- | ----- | -------- | -------- |
| 2020      | CWS       | ALWC        | 3     | 12    | 12    | 1     | 3     | 0        | 0        | 0        | 3     | 0     | 0     | 0        | 0     | 0     | 0     | 0     | 0     | 0     | 0        | .250  | .250     | .250     |
| 出場：1回 | 出場：1回 | 出場：1回   | 3     | 12    | 12    | 1     | 3     | 0        | 0        | 0        | 3     | 0     | 0     | 0        | 0     | 0     | 0     | 0     | 0     | 0     | 0        | .250  | .250     | .250     |

- 2024年度シーズン終了時

### 年度別守備成績
| 年 度 | 球 団 | 二塁（2B） | 二塁（2B） | 二塁（2B） | 二塁（2B） | 二塁（2B） | 二塁（2B） | 三塁（3B） | 三塁（3B） | 三塁（3B） | 三塁（3B） | 三塁（3B） | 三塁（3B） |
| 年 度 | 球 団 | 試 合      | 刺 殺      | 補 殺      | 失 策      | 併 殺      | 守 備 率   | 試 合      | 刺 殺      | 補 殺      | 失 策      | 併 殺      | 守 備 率   |
| ----- | ----- | ---------- | ---------- | ---------- | ---------- | ---------- | ---------- | ---------- | ---------- | ---------- | ---------- | ---------- | ---------- |
| 2020  | CWS   | 29         | 32         | 74         | 4          | 12         | .964       | -          | -          | -          | -          | -          | -          |
| 2021  | CWS   | 53         | 76         | 106        | 5          | 28         | .973       | -          | -          | -          | -          | -          | -          |
| 2022  | CHC   | 59         | 106        | 144        | 1          | 46         | .996       | -          | -          | -          | -          | -          | -          |
| 2023  | CHC   | 14         | 14         | 24         | 0          | 6          | 1.000      | 72         | 45         | 123        | 4          | 9          | .977       |
| 2024  | CHC   | 15         | 11         | 19         | 0          | 4          | 1.000      | 36         | 10         | 26         | 2          | 4          | .947       |
| MLB   | MLB   | 170        | 239        | 367        | 10         | 96         | .984       | 108        | 55         | 149        | 6          | 13         | .971       |

- 2024年度シーズン終了時

### 記録
MiLB
- オールスター・フューチャーズゲーム選出：1回（2019年）

### 背番号
- 1（2020年 - 2024年）

### 代表歴
- 第41回日米大学野球選手権大会 アメリカ合衆国代表（2017年）